# 前後駅
前後駅（ぜんごえき）は、愛知県豊明市前後町善江にある名古屋鉄道名古屋本線の駅。駅番号はNH23。

## 概要
市の名を冠する東隣の豊明駅（準急停車駅）よりも利用客が多く賑わいがあり、快速特急と特急は通過するが急行以下の電車は全て停車する。また、藤田医科大学病院への最寄駅でもあり、病院行きの名鉄バスが駅北側のバスターミナルから頻繁に運行されている。
また、急行と普通の緩急接続も行われ、下り（名古屋方面行き）急行は当駅で、快速特急の待避を行う。

## 歴史
- 1923年（大正12年）4月1日：愛知電気鉄道の駅として開業。
- 1924年（大正13年）4月13日：複線化により相対式2面2線の構造となる。
- 1935年（昭和10年）8月1日：名岐鉄道への合併により名古屋鉄道が発足したため、同社の駅となる。
- 1970年（昭和45年）12月25日：準急停車駅に昇格[3]。
- 1987年（昭和62年）12月16日：再開発事業で駅舎、改札口、切符売り場を橋上へ新規移転[4]。
- 1988年（昭和63年）4月8日：上り（豊橋方面行き）副本線・島式ホーム完成[5]。
- 1989年（平成元年）10月5日：前後駅周辺にパルネス1号館（アピタ豊明店）がオープン。
- 1990年（平成2年）10月29日：準急が廃止される[6]。
- 2000年（平成12年）
  - 3月21日：急行の特別停車がほぼ終日に拡大。また普通東岡崎行きの待避駅が当駅に変更となり、上りのみ緩急接続を行うようになった。
  - 8月：前後駅の再リニューアル工事が始まる。
- 2003年（平成15年）3月27日：前後駅の再リニューアル工事が完了。下り副本線が完成して、全ての急行が停車するようになった[7]。また上下線ともに待避が可能になったことで、豊明 - 東岡崎間の普通列車が毎時4本に増発された。
- 2004年（平成16年）9月15日：トランパス導入[8]。
- 2005年（平成17年）1月29日：ダイヤ改正により、快速急行停車駅になる[9]。弥富行準急列車が当駅始発となる。（実際は一旦知立まで行った後当駅まで折り返し回送されてからの始発）
- 2006年（平成18年）4月29日：ダイヤ改正で、東岡崎 - 弥富間の列車で当駅より種別が変更（名古屋方面は準急、東岡崎方面は普通）になる。
- 2008年（平成20年）
  - 3月：自動放送導入。また、発車案内がLED化された。
  - 6月29日：西尾線特急の快速急行への格下げに伴い、日中以降当駅に停車する列車が毎時1本増加。
  - 12月27日：当駅での種別変更が無くなる。同時に快速急行が設定されなくなったため、再び急行の標準停車駅に変更。
- 2011年（平成23年）2月11日：ICカード乗車券「manaca」供用開始。
- 2012年（平成24年）2月29日：トランパス供用終了。

2面2線時代（1959年） （名古屋鉄道（編）『れいめい』 No.116より）

## 駅構造
開業当初は島式（単線）1面2線、複線化後は相対式2面2線の地上駅だった。地上駅時代の駅舎は、現在の駅構内名古屋寄りにある踏切脇（上りホーム側）にあり、下りホームとは当初構内踏切で連絡していたが、昭和50年代にホーム中央部に跨線橋を新設し構内踏切を廃止した。
1987年（昭和62年）の橋上駅舎化に伴い、上り線に待避線を設けて2面3線となり、上りホームが若干豊橋寄りに移動した。現在は下り線にも待避線を持つ島式2面4線の待避可能な駅となっている。下り待避線は進入部の分岐器を当駅豊橋方の直線上に設け、その分名古屋方の分岐器も下りホームの一部を削って設置されたため、下りホームも上りホームより少し豊橋寄りに移動した。
| 番線 | 路線          | 方向 | 行先                 | 備考   |
| ---- | ------------- | ---- | -------------------- | ------ |
| 1    | NH 名古屋本線 | 下り | 金山・名鉄名古屋方面 | 待避線 |
| 2    | NH 名古屋本線 | 下り | 金山・名鉄名古屋方面 | 本線   |
| 3    | NH 名古屋本線 | 上り | 東岡崎・豊橋方面     | 本線   |
| 4    | NH 名古屋本線 | 上り | 東岡崎・豊橋方面     | 待避線 |

なお、1987年（昭和62年）のリニューアル時は、豊橋方面のみ2線利用だったため、名古屋方面を1番線、豊橋方面を2番線・3番線とした。

### 駅設備に関する事項
橋上駅で、駅外郭2階部分がコンビニエンスストア（ファミリーマート エスタシオ）と一体化している。
駅北・駅東間はバスターミナルとなっており、タクシーの停留所もある。
改札から出た北側が駅ビルパルネス1号館・2号館の2階部分とも人工地盤で陸続きになっている。駅前広場には、木をユーモラスにキャラクター化した「きのっぴい」と称するオブジェや大きな豊明市章のオブジェが設置されている。きのっぴいはからくり時計であったが、現在は動いていない。
橋上駅に改装当時は北東側に改札口があって南西側は未開発であり、星城高等学校の生徒のための臨時改札のみで利便性も悪かったが、再リニューアル時に現在の位置に改札口が移動、大型の地下駐車場(市営)や高架道路も建設されて、利便性が向上した。名鉄協商が平面のコイン式駐車場を多数展開したこともあって、パークアンドライド型の利用者も多い。

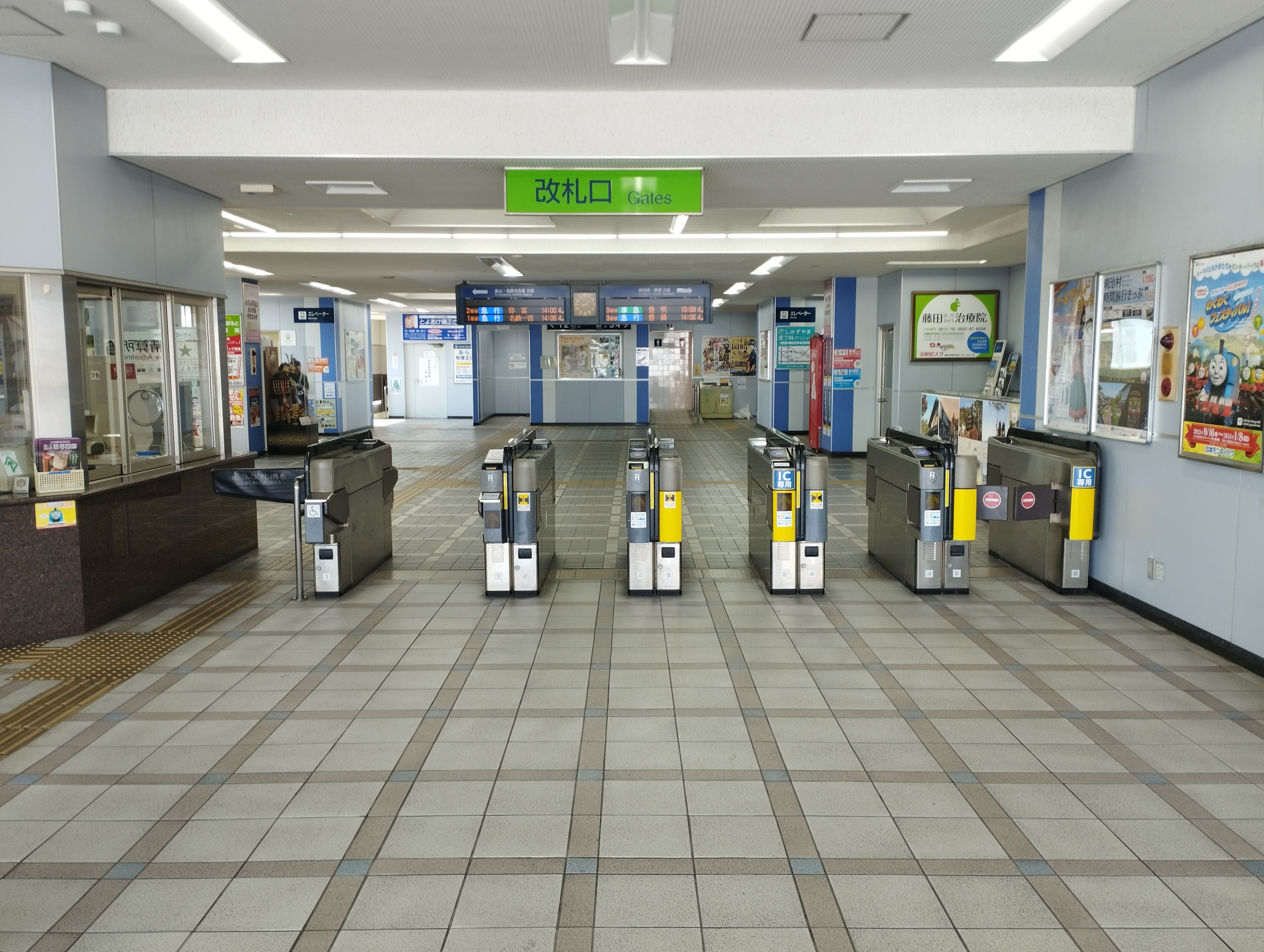
改札口
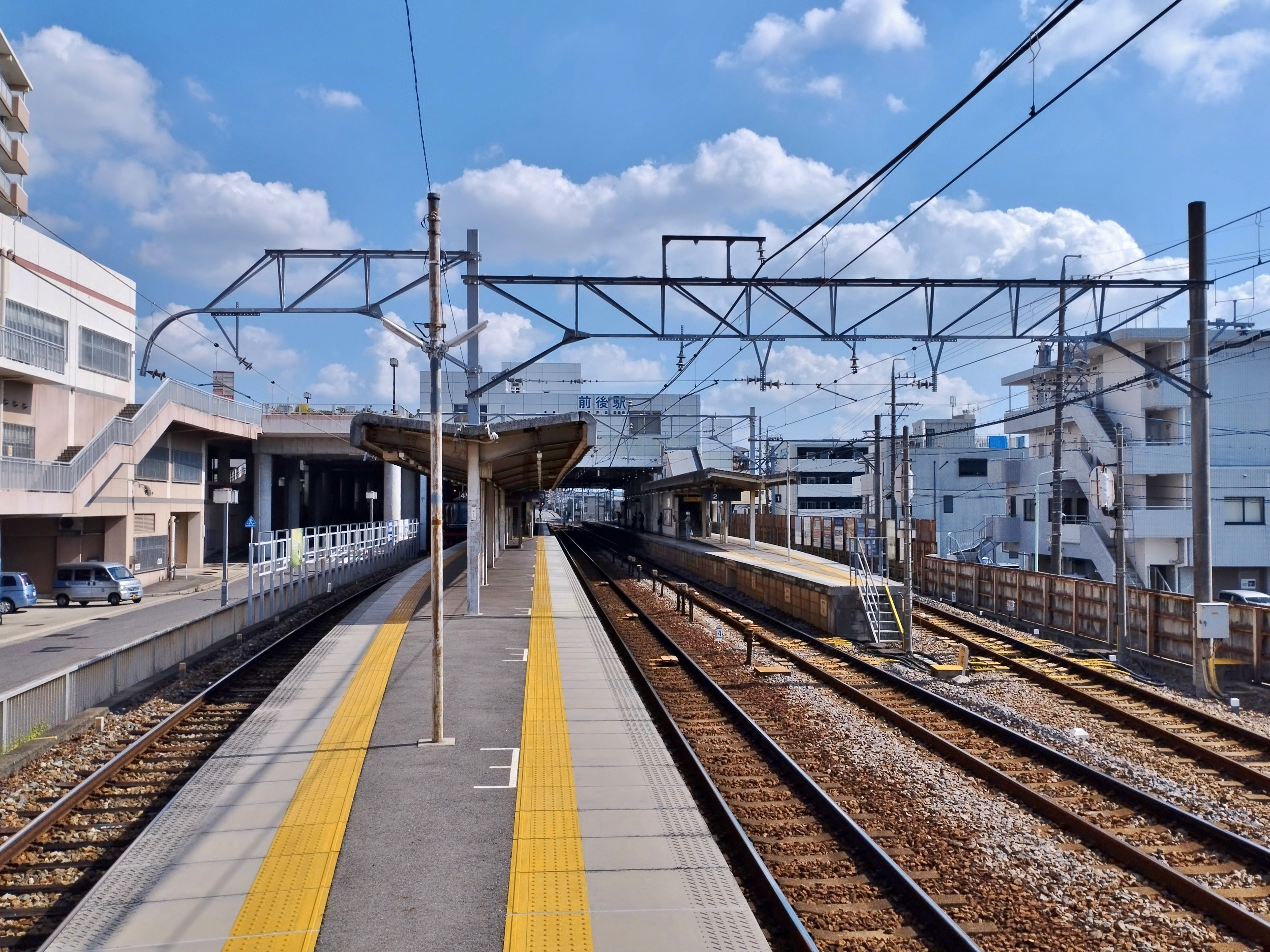
ホーム
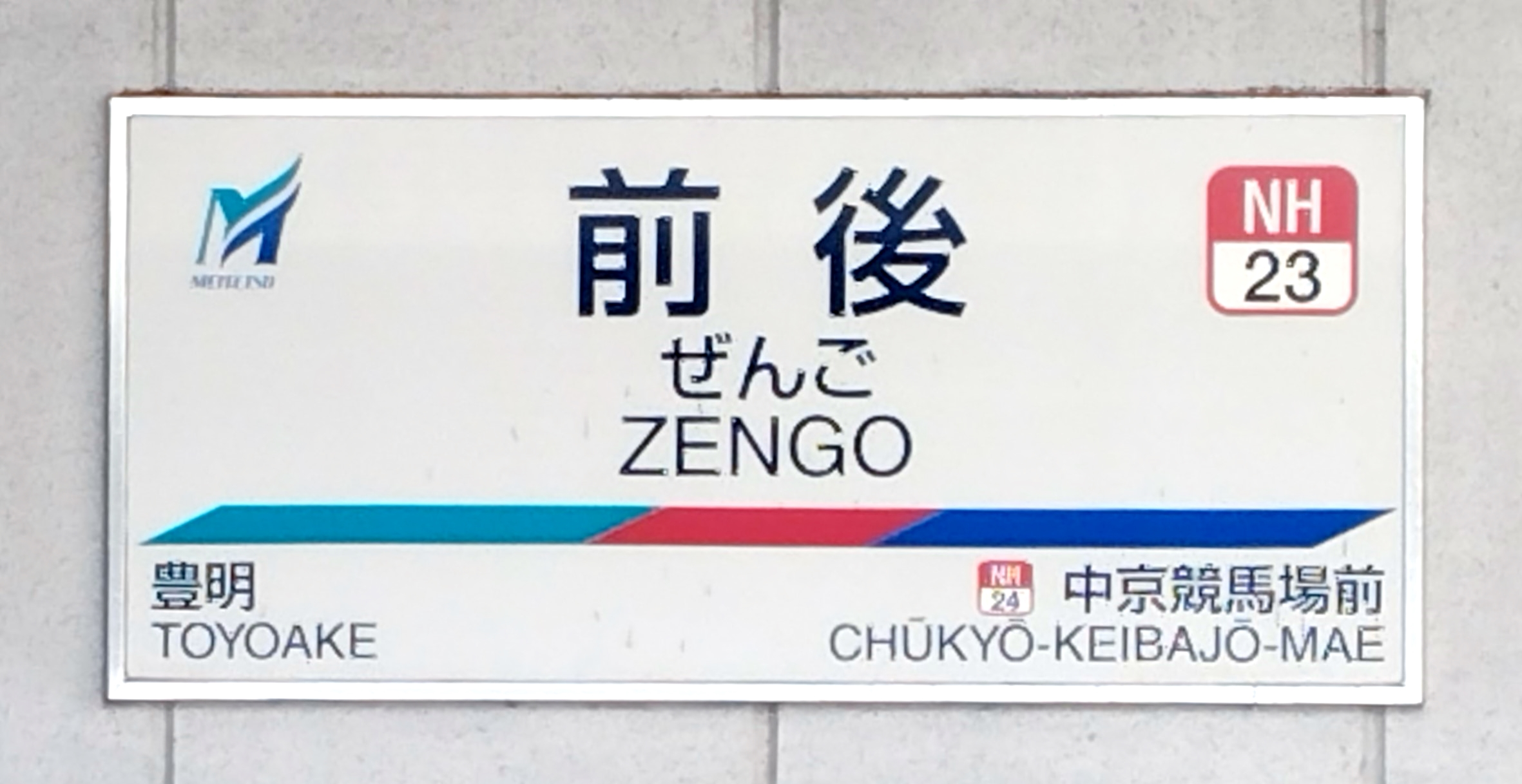
駅名標

### 配線図
| ← 東岡崎方面 | 前後駅 構内配線略図 | → 名古屋方面 |
| 凡例 出典:   |                     |              |

## 利用状況
- 『名鉄120年：近20年のあゆみ』によると2013年度当時の1日平均乗降人員は19,964人であり、この値は名鉄全駅（275駅）中18位、名古屋本線（60駅）中10位であった[12]。
- 『名古屋鉄道百年史』によると1992年度当時の1日平均乗降人員は21,070人であり、この値は岐阜市内線均一運賃区間内各駅（岐阜市内線・田神線・美濃町線徹明町駅 - 琴塚駅間）を除く名鉄全駅（342駅）中18位、 名古屋本線（61駅）中11位であった[13]。

『愛知県統計書』『愛知県統計年鑑』『とよあけの統計』各号等によると、一日平均乗車人員、降車人員および乗降人員の推移は以下の通りである。
| 年                 | 乗車 人員 | 降車 人員 | 乗降人員 | 乗降人員 | 備考                            |
| 年                 | 乗車 人員 | 降車 人員 | 総数     | 定期     | 備考                            |
| ------------------ | --------- | --------- | -------- | -------- | ------------------------------- |
| 1949（昭和24）年度 | *871      | *852      | *1723    | *1133    | 期間は1949年5月 - 1950年4月末   |
| 1950（昭和25）年度 | *729      | *753      | *1482    | *1017    | 期間は1949年11月 - 1950年10月末 |
| 1951（昭和26）年度 | *981      | *962      | *1943    | *1356    | [ 16 ]                          |
| 1952（昭和27）年度 | 997       | 1013      | 2010     | *1472    | [ 17 ]                          |
| 1953（昭和28）年度 | 1127      | 1104      | 2231     | *1578    | [ 18 ]                          |
| 1954（昭和29）年度 | 1181      | 1184      | 2365     | *1672    | [ 19 ]                          |
| 1955（昭和30）年度 | 1285      | 1289      | 2574     | *1833    | [ 20 ]                          |
| 1956（昭和31）年度 | 1509      | 1512      | 3021     | *2172    | [ 21 ]                          |
| 1957（昭和32）年度 | 1674      | 1674      | 3348     | *2450    | [ 22 ]                          |
| 1958（昭和33）年度 |           |           |          |          |                                 |
| 1959（昭和34）年度 |           |           |          |          |                                 |
| 1960（昭和35）年度 |           |           |          |          |                                 |
| 1961（昭和36）年度 |           |           |          |          |                                 |
| 1962（昭和37）年度 |           |           |          |          |                                 |
| 1963（昭和38）年度 |           |           |          |          |                                 |
| 1964（昭和39）年度 |           |           |          |          |                                 |
| 1965（昭和40）年度 |           |           |          |          |                                 |
| 1966（昭和41）年度 |           |           |          |          |                                 |
| 1967（昭和42）年度 |           |           |          |          |                                 |
| 1968（昭和43）年度 |           |           | 9832     | 7773     | [ 23 ]                          |
| 1969（昭和44）年度 |           |           | 10109    | 7990     | [ 23 ]                          |
| 1970（昭和45）年度 |           |           | 10068    | 7825     | [ 23 ]                          |
| 1971（昭和46）年度 |           |           | 10320    | 7728     | [ 23 ]                          |
| 1972（昭和47）年度 |           |           | 11711    | 8549     | [ 23 ]                          |
| 1973（昭和48）年度 | 6259      | 6161      | 12420    | 9083     | [ 24 ]                          |
| 1974（昭和49）年度 | 6406      | 6288      | 12694    | 9218     | [ 24 ]                          |
| 1975（昭和50）年度 | 6802      | 6618      | 13420    | 9431     | [ 24 ]                          |
| 1976（昭和51）年度 | 6649      | 6634      | 13283    | 9315     | [ 25 ]                          |
| 1977（昭和52）年度 | 6801      | 6784      | 13585    | 9539     | [ 25 ]                          |
| 1978（昭和53）年度 | 6785      | 6787      | 13572    | 9229     | [ 25 ]                          |
| 1979（昭和54）年度 | 6753      | 6743      | 13496    | 9243     | [ 25 ]                          |
| 1980（昭和55）年度 | 7053      | 7045      | 14098    | 9613     | [ 25 ]                          |
| 1981（昭和56）年度 | 7211      | 7204      | 14415    | 9908     | [ 25 ]                          |
| 1982（昭和57）年度 | 7122      | 7115      | 14237    | 9713     | [ 26 ]                          |
| 1983（昭和58）年度 | 6828      | 6815      | 13643    | 9288     | [ 26 ]                          |
| 1984（昭和59）年度 | 6879      | 6849      | 13728    | 9319     | [ 26 ]                          |
| 1985（昭和60）年度 | 7093      | 7055      | 14148    | 9534     | [ 26 ]                          |
| 1986（昭和61）年度 | 7275      | 7239      | 14514    | 9792     | [ 26 ]                          |
| 1987（昭和62）年度 | 7353      | 7322      | 14675    | 9641     | [ 27 ]                          |
| 1988（昭和63）年度 | 8109      | 8072      | 16181    | 10437    | [ 27 ]                          |
| 1989（平成元）年度 | 8621      | 8577      | 17198    | 10875    | [ 27 ]                          |
| 1990（平成02）年度 | 9123      | 9076      | 18199    | 11673    | [ 27 ]                          |
| 1991（平成03）年度 | 9622      | 9584      | 19206    | 12391    | [ 27 ]                          |
| 1992（平成04）年度 | 9724      | 9692      | 19416    | 12578    | [ 28 ]                          |
| 1993（平成05）年度 | 9936      | 9910      | 19846    | 12837    | [ 28 ]                          |
| 1994（平成06）年度 | 9994      | 9995      | 19989    | 12999    | [ 28 ]                          |
| 1995（平成07）年度 | 10281     | 10289     | 20570    | 13589    | [ 28 ]                          |
| 1996（平成08）年度 | 10148     | 10161     | 20309    | 13502    | [ 28 ]                          |
| 1997（平成09）年度 | 9733      | 9740      | 19473    | 12883    | [ 29 ]                          |
| 1998（平成10）年度 | 9706      | 9737      | 19443    | 12850    | [ 29 ]                          |
| 1999（平成11）年度 | 9568      | 9603      | 19171    | 12706    | [ 29 ]                          |
| 2000（平成12）年度 | 9635      | 9658      | 19293    | 12794    | [ 29 ]                          |
| 2001（平成13）年度 | 9498      | 9526      | 19024    | 12528    | [ 30 ]                          |
| 2002（平成14）年度 | 9491      | 9515      | 19006    | 12478    | [ 30 ]                          |
| 2003（平成15）年度 | 9544      | 9579      | 19123    | 12427    | [ 30 ]                          |
| 2004（平成16）年度 | 9798      | 9798      | 19596    | 12802    | [ 31 ]                          |
| 2005（平成17）年度 | 10240     | 10278     | 20518    | 13418    | [ 31 ]                          |
| 2006（平成18）年度 | 10270     | 10289     | 20559    | 13377    | [ 31 ]                          |
| 2007（平成19）年度 | 10142     | 10163     | 20305    | 13033    | [ 31 ]                          |
| 2008（平成20）年度 | 10077     | 10098     | 20175    | 12947    | [ 31 ]                          |
| 2009（平成21）年度 | 9831      | 9853      | 19684    | 12835    | [ 32 ]                          |
| 2010（平成22）年度 | 9846      | 9852      | 19698    | 12931    | [ 33 ]                          |
| 2011（平成23）年度 | 9775      | 9764      | 19539    | 13072    | [ 33 ]                          |
| 2012（平成24）年度 | 9727      | 9703      | 19430    | 13036    | [ 33 ]                          |
| 2013（平成25）年度 | 9995      | 9969      | 19964    | 13548    | [ 33 ]                          |
| 2014（平成26）年度 | 9775      | 9744      | 19519    | 13239    | [ 33 ]                          |
| 2015（平成27）年度 | 10039     | 9994      | 20033    | 13685    | [ 34 ]                          |
| 2016（平成28）年度 | 10278     | 10231     | 20509    | 14200    | [ 34 ]                          |
| 2017（平成29）年度 | 10532     | 10501     | 21033    | 14678    | [ 34 ]                          |
| 2018（平成30）年度 | 10714     | 10708     | 21422    | 15000    | [ 34 ]                          |
| 2019（令和元）年度 | 10745     | 10720     | 21465    | 15225    | [ 34 ]                          |
| 2020（令和02）年度 |           |           | 16501    |          | [ 35 ]                          |
| 2021（令和03）年度 |           |           | 17364    |          | [ 36 ]                          |

* 千人単位からの概算値
2005（平成17）年度以降はバス連絡（乗換え）人員を含む
昭和30年代には豊明駅（阿野駅から改称した頃）と利用者数はそれほど差がなかったが、昭和40年代より当駅付近は急速な都市化が進み、豊明団地や名古屋保健衛生大学病院（現在の藤田医科大学病院）の完成もあって前後駅の利用者数は飛躍的に増加した。国府駅など一部の特急停車駅より利用者は多いが特急は臨時を含めて停車したことがない。利用者は多いが当駅では折り返しができないために一部の名古屋方面への列車は隣の豊明駅（車庫があり折り返し可能）発着で運行されている。

## 駅周辺
前後駅第一種市街地再開発事業によって商業・住宅ビルとしてパルネス1号館（1989年（平成元年）11月竣工）、多用途ビルとしてパルネス2号館（1988年（昭和63年）12月竣工）が建設された。「パルネス（PALNES）」とは「Pal（仲間が集う）」「Abundant（豊かな）」「Light（明るい）」「New（新しい）」「Entrance（まちの玄関）」「Sunflower（ヒマワリ（市の花））」の頭文字をとったものである。
ビル内に入居していたピアゴ前後駅前店（旧アピタ豊明店）は2010年（平成22年）7月19日をもって閉店し、代わって同年10月8日にコープあいち とよあけ店が沓掛町より移転開業した。
- パルネス前後1号館
- パルネス前後2号館
- 国道1号
- 旧国道1号（旧東海道）
- 業務用スーパーアミカ豊明店
- 豊明市立南部公民館
- 豊明市子育て支援センター
- 星城中学校・高等学校
- 豊明市立栄中学校
- 豊明市立栄小学校
- 豊明市立豊明小学校
- 豊明郵便局

※ 豊明市役所へは名鉄バス（吉池団地行きまたは祐福寺経由赤池駅行き）またはひまわりバスに乗り換え。

## バス路線
橋上駅舎前の駅前広場に「前後駅」停留所が設置されている。

### 民間バス
名鉄バス
- 1番乗り場（豊明団地・藤田医科大学病院方面）
  - 【30】豊明団地行き (循環)
  - 【31】勅使台行き
  - 藤田医科大学病院行き、【32】(勅使台経由)、【33】(豊明団地経由)
  - 【34】地下鉄徳重行き（藤田医科大学病院経由）
  - 【35】赤池駅行き（藤田医科大学病院・地下鉄徳重経由）
- 2番乗り場（吉池団地・祐福寺方面） 
  - 【40】吉池団地行き
  - 【45】赤池駅行き（豊明市役所・祐福寺経由）

### コミュニティバス
豊明市公共施設巡回バス：「ひまわりバス」
- 南部循環コース（2番乗り場）
  - 新栄方面行き
- 中央循環コース（2番乗り場）
  - 文化会館・豊明市役所・豊明駅方面行き

大府市循環バス：「大府市ふれあいバス」
- 東コース
  - 大府駅方面行き
- 北コース
  - 共和駅方面行き

### 補足
- 地上駅時代は駅舎前にバスが乗り入れられなかったため、国道1号「前後町」交差点北側角の三角敷地（2018年（平成30年）現在、平安会館豊明斎場が建っている）がバス発着場となっていた。
- 2019年（令和元年）9月2日には、駅南口ロータリーにも停留所が1ヶ所設置された。これにより大府市へのバス路線が2000年（平成12年）に名鉄バスが廃止されて以来約19年ぶりに復活した。なお、この場所にはひまわりバスの停留所が設置されていたことがある。
- 2021年（令和3年）10月より南口から少し離れた専用駐車場から藤田医科大学へのスクールバスが発着している。TC交通が受託運行している。

## その他
2005年（平成17年）頃、前後駅が豊明市にある事を分かりやすくすべきという声があることが豊明市議会で取り上げられ、変更案として「豊明中央駅」というのも上がった。しかし、前後駅という駅名を残すべきという意見もあることも提示され、議会では市民側からの改名要望が高まらないうちは市側から改名に向けた行動は起こさないとした。

## 隣の駅
名古屋鉄道
NH 名古屋本線
□快速特急・■特急
通過
■急行
知立駅（NH19） - （一部豊明駅（NH22）） - 前後駅（NH23） - （一部中京競馬場前駅（NH24）・有松駅（NH25）） - 鳴海駅（NH27）
■準急・■普通
豊明駅（NH22） - 前後駅（NH23） - 中京競馬場前駅（NH24）